# Nyxair
NyxAir (NyxAir OÜ) est une compagnie aérienne estonienne créée en 2017. La compagnie aérienne effectue principalement des charters, mais a également remporté en 2020 et 2021 des marchés publics et des contrats de location avec équipage pour effectuer des vols intérieurs en Estonie, en Finlande et en Suède.
En Estonie, la compagnie a lancé des vols entre Tallinn et Kuressaare sur l'île de Saaremaa en décembre 2020. En Finlande (depuis mai 2021), la compagnie propose des vols d'Helsinki à Jakobstad - Kokkola, Kemi et Jyväskylä. Elle a également effectué des vols intérieurs en Suède pour le compte d'Air Leap . À partir de mars 2022, elle opère de Stockholm-Bromma à Kristianstad et Trollhättan pour le compte d'entreprises locales.
La compagnie est membre de l'ERA.

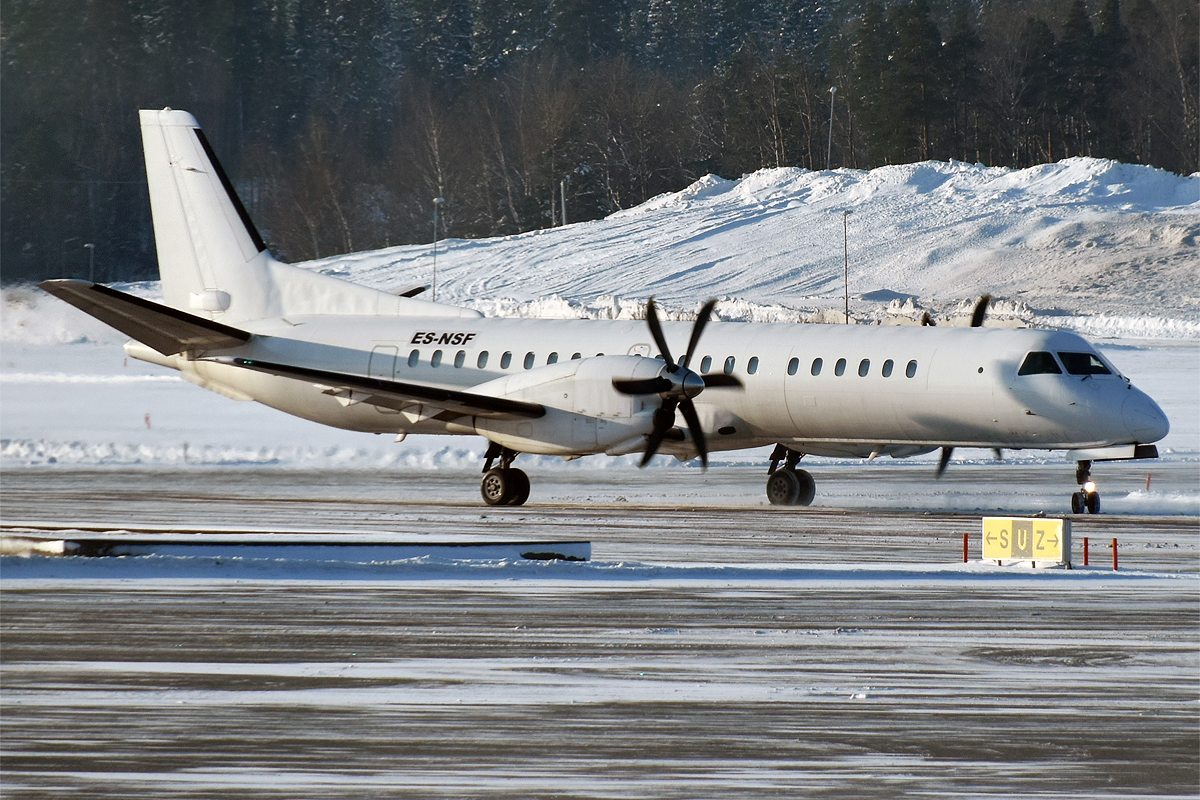
Un Saab 2000 de Nyxair

La flotte de Nyxair se compose de trois avions Saab 2000, quatre Saab 340 et un ATR-42.